# Катреј
Катреј је у грчкој митологији био краљ Крита.

## Митологија
Био је Минојев и Пасифајин син. Имао је три кћерке, Аеропу, Климену и Апемосину, као и сина Алтемена. Проречено му је да ће га убити једно од његове деце. Он је то чувао као тајну, али је то некако дознао његов син и плашећи се да он не буде тај који ће убити сопственог оца, побегао је на Родос са својом сестром Апемосином. Касније је Катреј наложио Науплију да одведе и његове друге две кћерке са Крита. Катреј је доживео дубоку старост и пожелео је да свом сину уступи престо, па се упутио на Родос. Међутим, када се искрцао, пастири су га напали, мислећи да долазе пирати. Њима се придружио и Алтемен, који је и убио странца, не знајући да му је то отац. Катреј је свечано сахрањен и том погребу је присуствовао Менелај, чије је одсуство искористио Парис да отме Хелену.

## Биологија
Латинско име (Catreus) ове личности је назив рода птица у оквиру породице фазана.